# Марія Гжегожевська
Марія Стефанія Гжегожевська (пол. Maria Stefania Grzegorzewska; 18 квітня 1887, Волуча, Лодзинське воєводство — 7 травня 1967, Пясечно (під Варшавою)) — польська вихователька, психологиня, професор, творець спеціальної педагогіки в Польщі.
Після відвідування підпільних шкіл, у яких була можливість отримати базову освіту в польських, а не російських освітян, здобула кваліфікацію вчителя в Литві.[⇨] Продовжила освіту в Ягеллонському університеті, а в 1913 році розпочала навчання під керівництвом своєї землячки Юзефи Йотейко в Брюсселі на Міжнародному педологічному факультеті. Коли навчання в Бельгії було перервано Першою світовою війною, Гжегожевська вирушила до Парижа і здобула ступінь доктора філософії в Паризькому університеті в 1916 році.[⇨]
Після створення Другої Польської Республіки в 1918 році повернулася до Польщі, маючи намір створити програми, які б відповідали потребам дітей-інвалідів та запровадити освітні реформи для поліпшення їхнього життя.[⇨] У 1919 році почала працювати в Міністерстві у справах релігій і народної освіти, відповідала за створення закладів для догляду за дітьми-інвалідами, шкіл для спеціальної освіти та навчальних програм для вчителів. Використовуючи власну методологію, розробила навчальну програму, яка у 1922 році була впроваджена у новоствореному Державному інституті спеціальної освіти. Керувала цим інститутом від дня його заснування до самої смерті.
Під час Другої світової війни Гжегожевська працювала медсестрою, брала активну участь у польському русі опору та викладала у Варшаві. А також приєдналася до Жеґоти та надавала допомогу євреям. Коли Польща була звільнена в 1945 році, відновила Інститут спеціальної освіти і впродовж п'яти років запровадила магістратуру та заочні курси.[⇨] У 1950 році під час реалізації в Польщі сталіністської доктрини інститут був перейменований в Державний коледж спеціальної освіти із запровадженням державних навчальних програм. Вона боролася проти державної програми, бажаючи захистити спеціальну освіту та людей з обмеженими можливостями. Після відлиги 1956 року інститут відновив урядову підтримку і повернув свою початкову назву. З 1957 по 1960 рік була професором Варшавського університету. Її робота в галузі науки та розвитку польської системи освіти була відзначена численними нагородами.[⇨]

## Життєпис

### Раннє життя
Народилася 18 квітня 1888 року в селі Волуча в Королівстві Польському, яке перебувало у складі Російської імперії, у сім'ї Феліції (уродженої Богданович) та Адольфа Гжегожевського. Батьки Марії походили з регіону Жмудь, який нині знаходиться у складі Литви, і переїхали до Волучі, де орендували маєток. Її батько працював адміністратором маєтку, а також наглядав за сусідніми фермами, виступаючи за модернізацію сільськогосподарських технологій та гуманне ставлення до робітників. Її мати брала участь у соціальних проєктах допомоги місцевим жителям села та надавала медичну допомогу в їх громаді. Наймолодша із шести братів і сестер: Зенона, Ванду, Гелену, Вітольда та Владислава, Гжегожевській передалося від батьків почуття обов'язку перед своєю громадою. З юних років у неї розвивалося почуття соціальної відповідальності.
У 1900 році, коли Гжегожевська розпочала своє навчання в Польщі, програми русифікації змусили багатьох батьків відправляти своїх дітей у підпільні приватні школи, щоб вони могли вивчати польську культуру та мову. Вона чотири роки навчалася у варшавському інтернаті, яким керувала пані Котвіцька, а потім вступила до школи Пауліни Хевельке, завершивши ще три роки навчання в 1907 році. За тим відразу ж вступила на однорічний університетський підготовчий курс, який керував Людвік Крживіцький з кафедри математики та природничих наук Варшавського університету. Під час навчання познайомилася з групою соціальних активістів, до якої входили Маріан Фальскі, Хелена Радлінська та Стефанія Семполовська. Участь у соціалістичній молоді в підпіллі та навчання робітників привернули до неї увагу царської поліції, змусивши Гжегожевську втекти до Литви. У Литві вона здобула диплом приватного вчителя та займалась репетиторством, щоб заробити гроші для вступу до університету.
У 1909 році Гжегожевська розпочала навчання на природничому факультеті Ягеллонського університету в Кракові, одночасно працюючи викладачем, читаючи лекції в Народному університеті імені Адама Міцкевича та виконуючи такі випадкові роботи як склеювання конвертів. Два роки навчалася і працювала в Кракові, але відсутність належного харчування та сну вплинула на її здоров'я. Страждаючи на хворобу легенів, Гжегожевська покинула навчання, щоб пройти курс лікування в Закопаному, де її наречений Чеслав лікував свій туберкульоз. Він помер через кілька місяців, відправивши Гжегожевську в депресію. Перебуваючи у віллі «Особіта», вона познайомилася з Владиславом Генріхом, який розповів їй про роботу в галузі педології, яку виконувала її землячка Юзефа Йотейко в Бельгії. Гжегожевська розпочала листування з Йотейко, а після поїздки до Італії з родиною повернулася в Закопане, де навчилася заробляти достатньо грошей, щоб продовжити навчання в Брюсселі.

### Життя закордоном
У 1913 році Гжегожевська прибула на Міжнародний педологічний факультет Вільного університету Брюсселя і розпочала навчання під керівництвом Йотейко. Вибравши курси з педагогіки, психології та соціології, мала можливість спілкуватися з такими видатними вченими як Едуар Клапаред, Еміль Жак-Далькроз та Жан Овідій Декролі, які вплинули на її розвиток. Попри те, що на факультеті викладали й навчались науковці зі всього світу, Гжегожевська проживала в помешканні з польськими студентами Юзефою Берггруен, Стефанією Хмілакувною та Вандою Вошіньською. В межах своєї дипломної роботи розпочала дослідження в державних школах Брюсселя на тему естетичного розвитку дітей. Також її зацікавив широкий діапазон знань Йотейко та її емпатія до дітей та бідних. У міру розвитку їхніх стосунків, вони стали супутниками як у професійному, так і в приватному житті. У 1914 році Гжегожевська повернулася до Польщі на канікули, щоб зустрітися з сім'єю. Там вона зустріла початок Першої світової війни. Згодом, після подорожі на військовому кораблі через заміноване Північне море, у 1915 році вона прибула до Лондона, де знаходилася Йотейко. Після нетривалого перебування у столиці Великої Британії, вони переїхали до Парижа, де Йотейко розпочала викладацьку діяльність у Колеж де Франс, а Гжегожевська вступила до Паризького університету.
Продовжуючи свій інтерес до естетики, у 1916 році Гжегожевська захистила дисертацію на тему: «Розвиток естетичного почуття — дослідження в галузі експериментальної естетики, проведеного серед учнів брюссельських шкіл» та здобула ступінь доктора філософії. Поки вона працювала над дослідженням, також мала змогу взяти участь у екскурсії до лікарні Бісетр, психіатричної установи, яка лікувала людей з важкими вадами інтелекту. Екскурсія глибоко вплинула на неї, і вона вирішила, що її життя буде пов'язане із забезпеченням доступу освіти для людей з обмеженими можливостями. Почала працювати в школі для студентів з інтелектуальною недостатністю в Парижі і створила метод для роботи з учнями, заснований на її навчанні та досвіді. У 1918 році разом із Йотейко заснувала в Парижі Польську Викладацьку Лігу з метою допомогти полякам, які були вислані через причетність до руху за незалежність, збирати матеріали про освіту та методологію викладання. Вони планували використати матеріали для розробки сучасної шкільної системи, як тільки Польща відновить свою незалежність. Гжегожевська написала статтю для Ліги «Про необхідність організації спеціальної освіти для абнормальних дітей у Польщі».

### Повернення до Польщі
У травні 1919 року Гжегожевська та Йотейко повернулися до Польщі, незабаром після створення Другої Польської Республіки. Через кілька місяців почала працювати помічником у Міністерстві у справах релігій та народної освіти. Їй було доручено керувати розвитком спеціальної освіти для шкіл, установ та освітян. На той час єдині спеціальні навчальні заклади в країні складалися з бюро для сліпих у Бидгощі та Львові, бюро для глухих у Варшаві та додаткових шкіл для допоміжних служб у Варшаві та Лодзі. Оскільки Йотейко було відмовлено у влаштуванні у Варшавському університеті, Гжегожевська допомогла їй знайти роботу викладачем Національного педагогічного інституту та Національного інституту глухих у Варшаві. Хоча у Польщі існували обмежені заклади для глухих, сліпих та розумово відсталих людей, не існувало національної системи, спрямованої на освіту тих, хто живе з фізичними чи психічними вадами. Гжегожевська мала на меті впровадити освітні методи, які вона розробила, обов'язковий тренінг для вчителів та дослідницькі проєкти для оцінки системи з часом. Її навчальний метод застосовував цілісний підхід, який включав розв'язання питань догляду, бар'єрів у повсякденному функціонуванні та навчання людей з обмеженими можливостями, а також їх соціальну інтеграцію та соціально-професійний розвиток. Метод оцінював хронічно хворих, інвалідів чи соціально дезадаптованих дітей з міждисциплінарної, наукової позиції, і не фокусувався на їхніх уявних дефектах.

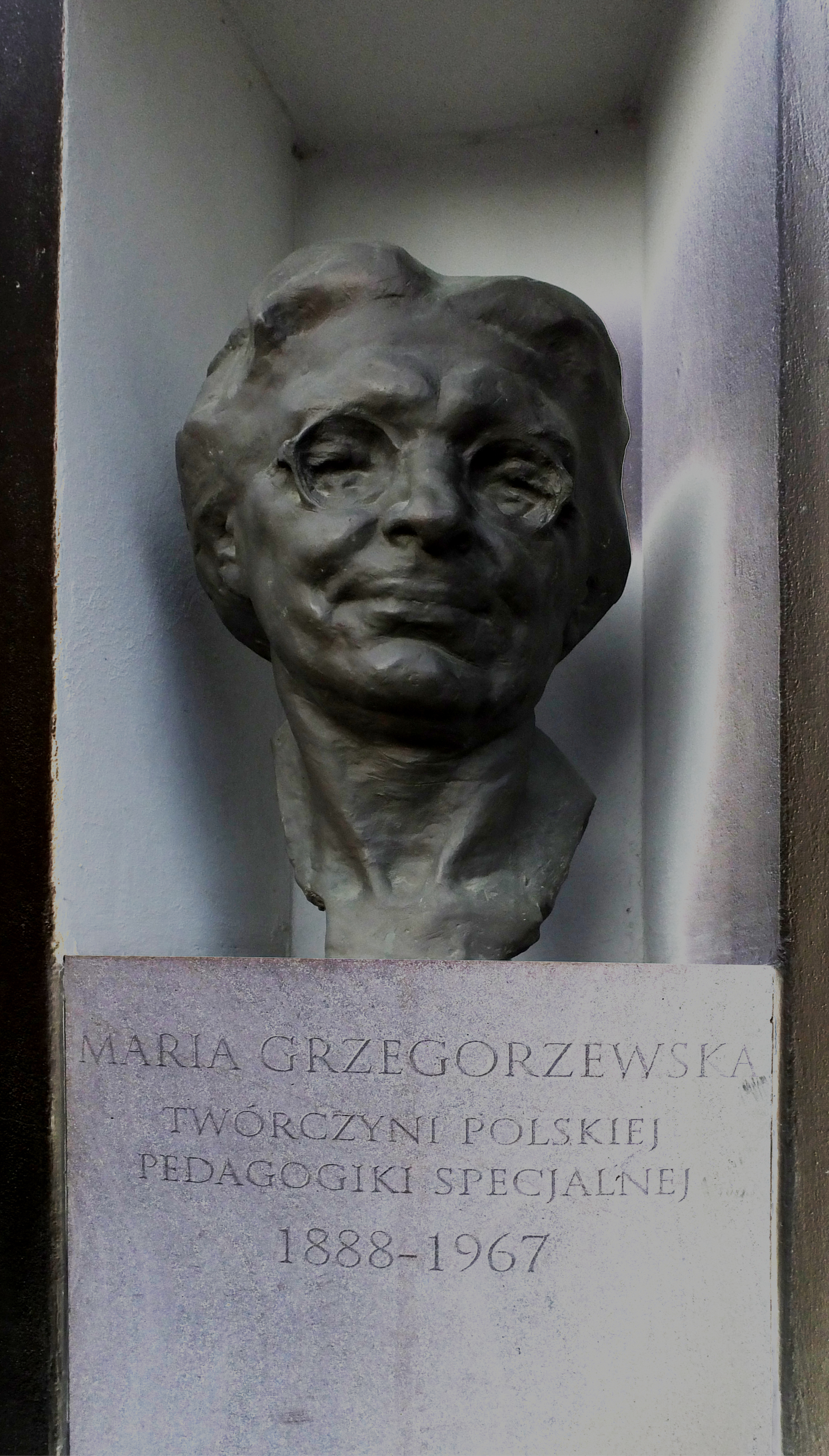
Статуя Гжегожевської в Академії спеціальної педагогіки у Варшаві

Після трирічного періоду, коли вона кілька разів реорганізувала свій викладацький курс, у 1922 році Гжегожевська заснувала Державний інститут спеціальної освіти. Працювала директором Інституту з моменту його заснування і до самої смерті. У 1924 році заснувала журнал «Спеціальна школа», щоб публікувати інформацію про цю галузь та стимулювати наукову роботу з розробки «інноваційних методів ревалідації» дезадаптованих дітей та інвалідів. У 1927 році, коли стан серця Йотейко погіршився, Гжегожевська взяла на себе відповідальність за її доглядом аж до смерті Юзефи наступного року. У 1930 році заснувала та очолила Державний учительський інститут, щоб надати педагогам можливість вдосконалення своїх навичок шляхом післядипломної освіти та навчання новим методам викладання. У 1935 році її звільнили з учительського інституту, бо вона виступила проти авторитарного правління, яке впроваджував режим Санації. У 1927 році видала книгу «Психологічна структура зорового та тактильного читання». Брала участь у багатьох конференціях, у тому числі на 4-му конгресі Міжнародної ліги нової освіти, що відбувся в 1927 році в Локарно, Швейцарія, 2-ому з'їзді викладачів спеціальних шкіл, що відбувся у 1934 році; та 1-му Національному дитячому конгресі 1938 року.
З початком Другої світової війни в 1939 році Інститут спеціальної освіти був закритий, і Гжегожевська почала працювати медсестрою в армійському госпіталі, яким керував Польський Червоний Хрест. У період з 1939 по 1944 рік викладала у Спеціальній школі № 177 у Варшаві та брала участь у підпільній освітній системі. Беручи участь в польському русі опору, вона поширювала зброю та брошури. Також приєдналася до Жеґоти, надаючи допомогу і переховуючи євреїв, щоб врятувати їх життя. Служила членом охоронного патруля Охоти під час Варшавського повстання. Під час повстання її будинок був знищений, і разом з ним неопубліковані рукописи двох її книг, другого тому «Психології глухих», (перший том, опублікований у 1930 році) та «Особистість учителя». 10 серпня 1944 року її відвезли до транзитного табору в Прушкові, звідки їй вдалося втекти. Останній період окупації провела в Заліссі Дольному, працюючи вчителем у 3 та 4 класах початкової школи.

#### По Другій світовій війні
Після звільнення Польщі в 1945 році Гжегожевська відновила Інститут спеціальної освіти, який був зруйнований під час військових дій. Зважаючи на те, що 30 % вчителів загинуло на війні, вона ініціювала програми, які допомогли швидко навчити нових вчителів. Польська спілка вчителів була відновлена, і вона, серед іншого, розпочала дослідження для оцінки наявних освітніх програм, соціально-економічного статусу вчителів та ролі шкіл у своїх громадах.
У 1947 році Гжегожевська опублікувала перший том свого «magnum opus», а саме «Листи до молодого вчителя», в якому виклала свої думки щодо стосунків вчителів зі своїми учнями та впливу вихователів на розвиток учня. У книзі Гжегожевська знаходила рішення щодо поліпшення життя людей з обмеженими можливостями шляхом подолання їх функціональних обмежень, включаючи умови їх життя. Наголосила, що уроки повинні базуватися на гнучкій діяльності, яка відповідає здібностям учнів та стимулює їх навчання, а також зауважила важливість адекватних перерв для запобігання надмірного стимулювання. Створюючи детальну систему класифікації, зазначила, що спектр інвалідності є надзвичайно широким, що вимагає від викладачів індивідуального підходу відповідно до потреб учнів. Вона вибрала такий заголовок, щоб передати, що інформація в книзі є діалогом, покликаним викликати роздуми та натхнення, а також відгуки вчителів. Вся робота містила 24 листи, опубліковані в 3-х томах, між 1947 і 1961 роками. Перший том, разом із практичними порадами, зосереджувався на побудові спільноти вчителів, заохочуючи їх допомагати один одному. В інших листах міститься історична інформація про новаторів в освіті, а в інших обговорюються гуманітарні та етичні цінності такі як ключі до самопізнання та механізми подолання змін, які в свою чергу можуть мотивувати та надихати інших. Її менше цікавила структура матеріалів і більше вона зосереджувалась на наданні допомоги, що визнавала гідність та право на рівність усього життя. Ці томи мали вплив на міжнародний розвиток думки про освіту загалом, а також спеціальну освіту.
У 1950 році Гжегожевська запровадила заочні та аспірантські курси в Інституті спеціальної освіти, але в березні інститут було перейменовано в Державний коледж спеціальної освіти, а навчальні програми замінені на державні. Протягом решти сталінського періоду її діяльність була «холодно сприйнята» представниками влади в Польській Народній Республіці, оскільки офіційна позиція полягала в тому, що люди з інвалідністю не потребують особливого догляду. Вчителів, яких визнавали «недостатньо марксистськими», або звільняли або понижували, а підготовку вчителів було ліквідовано. Вона боролася за захист спеціальної освіти та людей з обмеженими можливостями, щоб запобігти поширенню на них виробничих квот та політики, заснованій на страху та підозрі, ставлячи свою роботу під загрозу. Коли відлига 1956 року надала польському уряду більшу автономію від російської політики, Гжегожевська відновила підтримку влади і назва Інституту була відновлена. З 1957 по 1960 рік була професором Варшавського університету та головою першої кафедри спеціальної педагогіки у Польщі. Запровадила вищі курси спеціальної освіти для Варшавського університету. До її пізніших основних робіт належать «Аналіз компенсаційних випадків серед глухих і німих» та «Відбір творів». Її наукова робота та розвиток польської системи освіти були відзначені численними нагородами.

### Смерть й спадщина

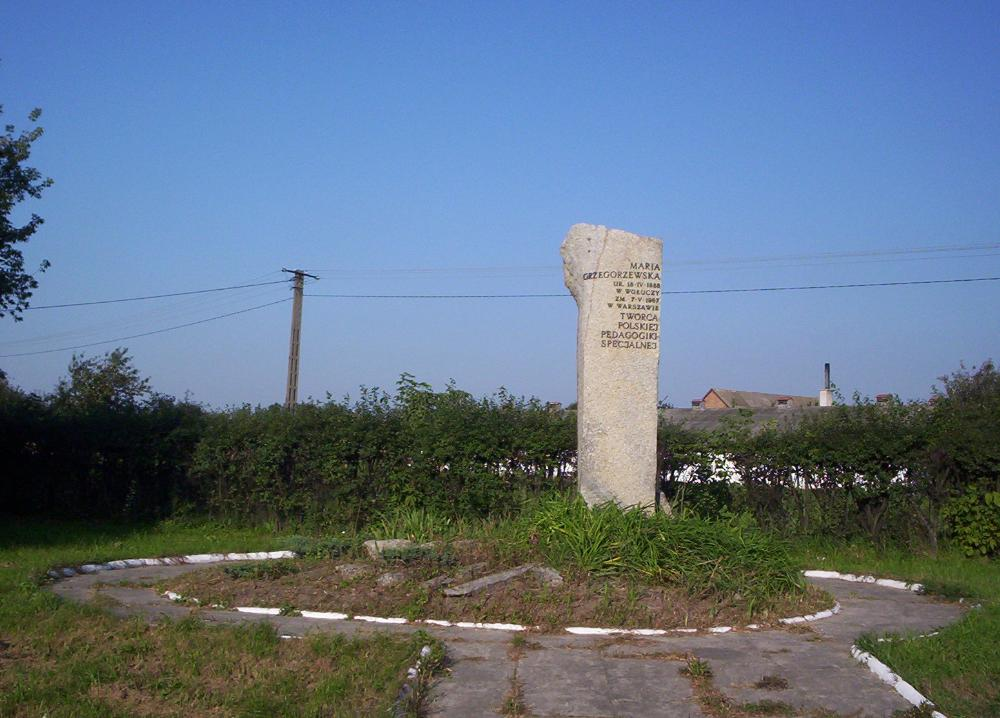
Монумент Гжегожевській біля села Волуча

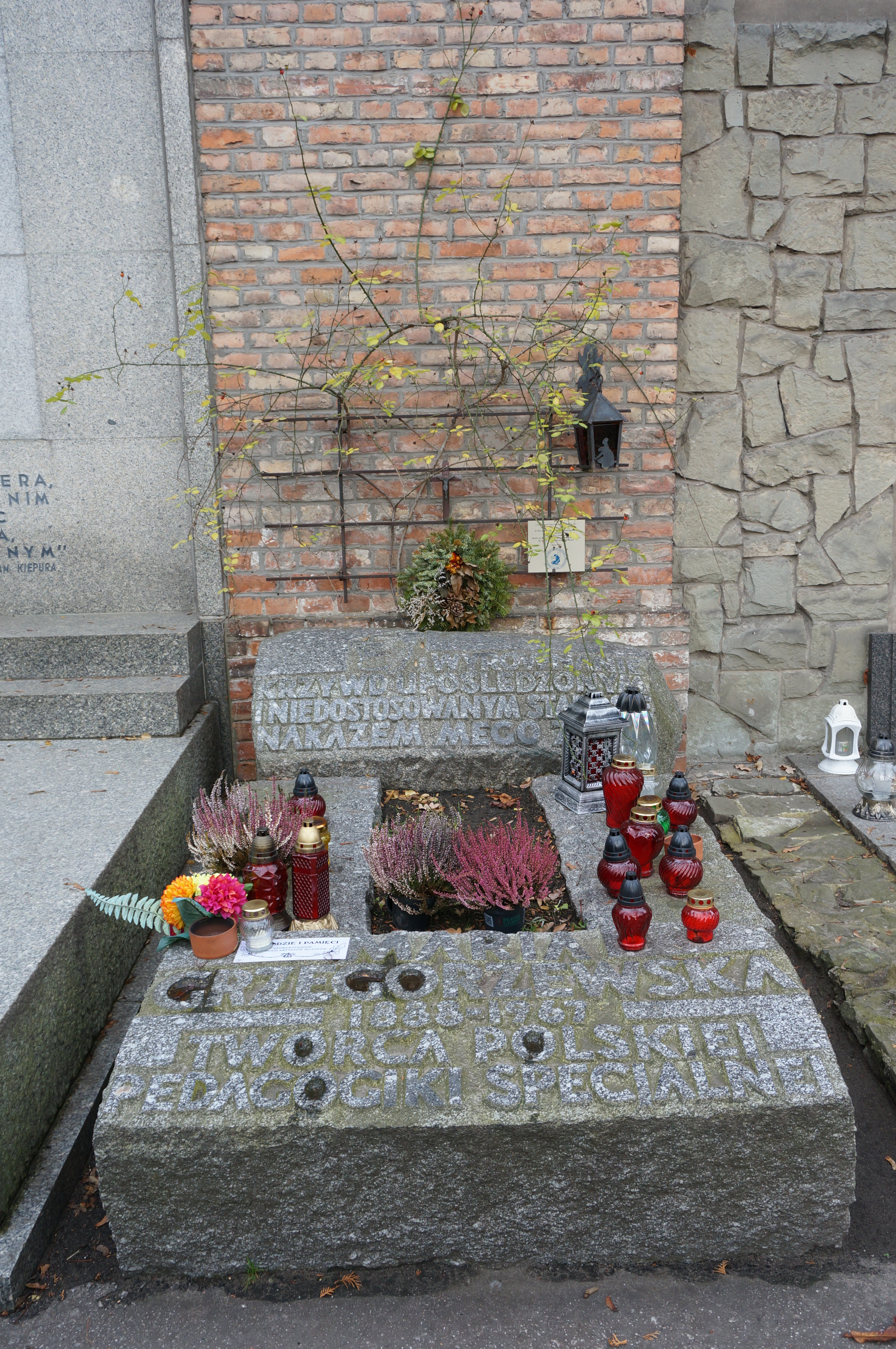
Надгробний камінь Гжегожевської на Повонзківському цвинтарі

Гжегожевська померла від серцевого нападу 7 травня 1967 року в своєму будинку в Заліссі-Дольному, колишньому місті, яке нині входить до складу міста Пясечно, недалеко від Варшави. Похована на Повонзківському цвинтарі. Її пам'ятають як засновника системи спеціальної освіти в Польщі, а також як людину, яка відстоювала цю назву галузі. Її підхід до використання спеціальної освіти для навчання дітей з обмеженими можливостями, який дозволяв їм адаптуватися до суспільства та подолати обмеження їхнього психічного та фізичного здоров'я, позначив зміну в еволюції освітньої думки від лікування інвалідності до визнання потреб людей. Свій роман «Шлях додому» польський письменник Єжи Завейський заснував на стосунках Гжегожевської та її нареченого, Чеслава.
Робота Гжегожевської була відома в інших країнах Східного блоку, як, наприклад, Югославія, завдяки перекладам та листуванню з іншими науковцями, що працюють у галузі інвалідності з 30-х років. Контакт із Велько Рамадановичем, який заснував перший у Сербії заклад для інвалідів, призвів до того, що такі студенти як Божидар Карлічич, Петро Меанджія, Дезимір Рістович та Любіца Вучелич, закінчили програми Державного інституту спеціальної освіти. На її честь у 1972 році була названа спеціальна освітня школа в місті Познань: Комплекс спеціальних шкіл Марії Гжегожевської № 103. У 1976 році заснований нею Державний інститут спеціальної освіти у Варшаві був названий на її честь; нині він відома як Академія спеціальної педагогіки імені Марії Гжегожевської, а 1987 року на її честь була названа Педагогічна бібілотека у Зеленій Гурі. Є два пам'ятники, присвячені їй; один біля школи в Познані, а інший — у Кужешині, недалеко від місця народження Гжегожевської, села Волуча.

## Нагороди
- офіцерський хрест ордена Відродження Польщі (9 листопада 1931)[65];
- командорський хрест ордена Відродження Польщі (19 серпня 1955)[66];
- медаль «10-річчя Народної Польщі» (15 березня 1955)[67];
- почесне звання «Заслужений вчитель Польської Народної Республіки» (1957)[62];
- орден «Будівельників Народної Польщі» (1959)[62];
- Почесний член Польського психіатричного товариства (1961)[62].

## Вибрані праці
- Essai sur le developpement du sentiment esthetique (докторська дисертація, 1916);
- Metody i zakres nauczania powszechnego w Belgii (співавтор, 1922);
- Struktura psychiczna czytania wzrokowego i dotykowego (1927);
- Głuchociemni (1928);
- Psychologia niewidomych (1930);
- Opieka wychowawcza nad dziećmi niewidomymi i głuchociemnymi (1933);
- Listy do młodego nauczyciela. Cykl 1 (1947);
- Zjawisko kompensacji u niewidomych i głuchych (1959);
- Listy do młodego nauczyciela. Cykl 2 (1958);
- Listy do młodego nauczyciela. Cykl 3 (1961);
- Pedagogika lecznicza. Skrypt wykładów;
- Psychologia niewidomych;
- Analiza zjawiska kompensacji u głuchych i niewidomych;